# Автоматическое управление экспозицией
Автоматическое управление экспозицией, Экспозиционная автоматика (англ. Automatic Exposure, AE) — совокупность устройств съёмочной камеры или фотопринтера, позволяющая автоматически устанавливать правильную экспозицию при съёмке или фотопечати. Главной составной частью экспозиционной автоматики является сопряжённый фотоэлектрический экспонометр, на основе показаний которого автоматически устанавливаются один или оба экспозиционных параметра. Последнее не относится к телевизионным и видеокамерам, в которых автоматическое управление экспозицией осуществляется на основе измерения постоянной составляющей видеосигнала.
В цифровых фотоаппаратах и видеокамерах некоторые режимы предусматривают также автоматическое управление светочувствительностью (автоматическую регулировку усиления видеосигнала, англ. Video AGC).
В отличие от автоматического управления, полуавтоматическое требует действий человека, подбирающего оба экспозиционных параметра на основе «нулевой» индикации экспонометра.
Автоматически может регулироваться экспозиция, получаемая как от постоянного освещения, так и от импульсных осветительных приборов. В последнем случае это возможно при использовании тиристорных фотовспышек, позволяющих регулировать длительность импульса, поскольку его интенсивность почти не поддаётся регулировке.

## Историческая справка
Автоматическое управление экспозицией стало возможным только после появления фотоэлектрических экспонометров в начале 1930-х годов. Первым фотоаппаратом, оснащённым экспозиционной автоматикой, считается среднеформатный складной Kodak Super Six-20 (Kodak Super 620), выпуск которого начат в 1938 году. Автоматическое управление диафрагмой осуществлялось механической связью с селеновым экспонометром. При нажатии на спусковую кнопку стрелка гальванометра фиксировалась арретиром, а затем в неё упирался ступенчатый поводок на кольце диафрагмы, ограничивая степень автоматического закрытия. Для учёта установленной выдержки затвор сопрягался с заслонкой, регулирующей степень открытия фотоэлемента. Автоматика работала при единственном значении светочувствительности, требуя установки нейтрального светофильтра или перехода на ручное управление с нестандартными фотоматериалами.
Однако, первый патент на подобное устройство появился тремя годами раньше. 11 декабря 1935 года физики Альберт Эйнштейн и Густав Бакки зарегистрировали авторское свидетельство № 2058562 на «самонастраивающийся фотоаппарат», автоматически регулирующий количество света, проходящего через объектив. В дальнейшем эта конструкция так и не была реализована. Kodak Super Six-20 был выпущен в количестве всего 719 экземпляров, поскольку его цена составляла половину нового автомобиля Ford, а надёжность автоматики оставляла желать лучшего. В автоматических принтерах для фотопечати аналогичные устройства стали стандартными уже перед Второй мировой войной, регулируя время работы печатающей лампы с помощью фотоэлемента.
Первые автоматические фотоаппараты и кинокамеры были любительскими и регулировали только диафрагму при установленной вручную выдержке. В зеркальной аппаратуре такая разновидность экспозиционной автоматики впервые реализована в 1959 году во французском фотоаппарате Royer Savoyflex с центральным затвором. Тогда же получило распространение международное обозначение ЕЕ (англ. Electric Eye, «Электрический глаз»), используемое в названиях фотоаппаратов, кинокамер и других устройств. Принцип «электрического глаза» впервые использован компанией «Белл-Хауэлл» в киносъёмочной аппаратуре с автоматической регулировкой диафрагмы. 
Первой классической «зеркалкой» с фокальным затвором и сменными объективами в 1965 году стал советский фотоаппарат «Киев-10», а через несколько месяцев (декабрь 1965) выпущена японская камера Konica Autoreflex. Автоматика обеих камер была механической и основывалась на отслеживании положения арретированной стрелки гальванометра ступенчатым лекалом (англ. Trap-Needle AE). В обоих случаях механизм приводился в действие усилием спусковой кнопки с длинным ходом. Принцип был уже хорошо отработан на любительских фотоаппаратах с жёстковстроенным объективом. Массовая реализация автоматического управления экспозицией в фото- и киноаппаратуре произошла после распространения микроэлектроники, обеспечивающей более высокую точность и надёжность, чем рычажно-кулачковые механизмы с гальванометром.
Для некоторых профессиональных фотоаппаратов с середины 1970-х годов выпускались приставные электромеханические устройства, поддерживающие автоматическую установку диафрагмы при помощи сервопривода. К таким устройствам можно отнести прибор Nikon DS-1 EE для фотоаппарата Nikon F2, сменную пентапризму Servo EE Finder для камеры Canon F-1 и серию объективов Zeiss Planar AA для фотоаппаратов Hasselblad. Приборы имели сходный принцип действия и поворачивали кольцо диафрагмы объектива при помощи сервопривода, выполняющего команды измерительной системы. Громоздкость и неудобство таких устройств привели к их быстрому вытеснению автоматикой, встроенной непосредственно в фотоаппарат.
Другим направлением параллельных разработок стала автоматизация установки выдержки при фиксированном значении диафрагмы. В однообъективных зеркальных фотоаппаратах такой режим впервые появился в 1967 году в советском экспериментальном «Зенит-Д», выпущенном небольшой партией, а за рубежом первой камерой с автоматом выдержки в 1971 году стал серийный Pentax Electro Spotmatic.
По аналогичной схеме построены фотоаппараты «Силуэт-электро», «Зенит-18», «Зенит-Автомат». Современное название такого режима — «приоритет диафрагмы». Некоторое время разные производители отдавали предпочтение одному из автоматических режимов с ручной установкой диафрагмы или выдержки, считая тот или иной наиболее перспективным. Оба режима впервые реализованы одновременно в фотоаппарате Minolta XD-11 в 1977 году, давая фотографу выбор наиболее подходящего.
Обе разновидности автоматики требовали ручной установки одного из параметров, ограничивая диапазон работоспособности. Например, при уменьшении освещённости после полного открытия автоматической диафрагмы требуется ручная установка более длинной выдержки. Точно так же слишком большая освещённость приводит к необходимости закрытия диафрагмы вручную, потому что кратчайшая выдержка затвора, выбранная автоматикой, всё равно даёт передержку. Автоматика, регулирующая оба экспозиционных параметра рычажно-кулачковым механизмом с гальванометром, реализована в 1959 году в дальномерном фотоаппарате Agfa Optima. В СССР программной автоматикой механического типа оснащались любительские камеры, например «Сокол-Автомат», «Зоркий-10», «Вилия-авто», «ФЭД-Микрон».  Современный программный автомат на основе цифрового микропроцессора впервые появился в 1978 году в зеркальном фотоаппарате Canon A-1.
Современное название такой технологии экспозиционной автоматики — «программный автомат». Цифровая фотоаппаратура оснащается экспозиционной автоматикой всех трёх типов, позволяя выбирать соотношение экспозиционных параметров и приоритет одного из них. Кроме того, появились режимы, автоматически регулирующие в том числе и светочувствительность.

## Режимы автоматического управления экспозицией
Не следует путать с режимами измерения экспозиции
В кинокамерах автоматически регулировалась только диафрагма, поскольку выдержка зависит от угла раскрытия обтюратора и чаще всего неизменна при фиксированной частоте киносъёмки. Наиболее сложные системы автоматического управления экспозицией используются в фотоаппаратах, где требуется управление обоими экспозиционными параметрами. Простейшие режимы фотокамер автоматически устанавливают только выдержку или только диафрагму, тогда как второй параметр устанавливается вручную и считается приоритетным. В советских источниках такая разновидность экспоавтоматики называлась «автоматом со свободным выбором одного из параметров». Наиболее совершенная разновидность автоэкспозиции, получившая название многопрограммного автомата, устанавливает оба параметра самостоятельно. Взаимная зависимость параметров может изменяться по разным законам, которые иногда называются «сюжетными программами».
Поскольку автоматическая регулировка экспозиции фотовспышки происходит только за счёт длительности импульса, многократно более короткого, чем любая выдержка затвора, она выполняется в единственном режиме, никак не отображаемом на органах управления. При этом автоматика вспышки работает в ведомом режиме по отношению к экспозиционной автоматике непрерывного освещения. Управление импульсом вспышки происходит на основе значения диафрагмы, установленного для непрерывного освещения автоматически или вручную. Кроме того, диапазон выдержек фокального затвора в любом автоматическом режиме при включении вспышки ограничивается, обеспечивая её синхронизацию. В режимах с автоматической установкой выдержки в фотоаппаратах обычно предусматривается дополнительная сигнализация, извещающая о слишком длинных выдержках, использование которых может привести к получению нерезкого снимка.

### Автоматы с приоритетом выдержки
В таком режиме выдержка задаётся фотографом, а диафрагма устанавливается фотоаппаратом автоматически. Большинство производителей фототехники обозначают этот режим символом Tv (англ. Time Value), унаследованным от аддитивной системы APEX. Часть компаний для этого же режима использует символ S (англ. Shutter). Автоматическая регулировка диафрагмы наиболее распространёна в кинокамерах и видеокамерах, поскольку выдержка в этих устройствах поддаётся регулировке с большим трудом. Особенно это относилось к видеокамерам, основанным на вакуумных передающих трубках, которые могли обеспечивать только выдержку, точно совпадающую с длительностью полукадра. В кинокамерах при постоянной частоте киносъёмки выдержка может регулироваться только углом раскрытия обтюратора, изменение которого не поддаётся автоматизации. В современных фотоаппаратах автомат диафрагмы используется наряду с другими автоматическими режимами в случаях, когда значение диафрагмы не имеет решающего значения, но важна выдержка, от которой зависит степень размытости движущихся объектов.

### Автоматы с приоритетом диафрагмы
В фотоаппаратах, оснащённых такой разновидностью автоматики, диафрагма выбирается фотографом, а выдержка устанавливается автоматически при помощи электромеханического затвора. Часть производителей фототехники обозначает этот режим символом Av системы APEX (англ. Aperture Value), в то время как другая использует просто букву A (англ. Aperture). Автоматическая установка выдержки в фотоаппарате нуждается в дополнительной сигнализации слишком длинных выдержек, сообщающей фотографу, что существует риск получения нерезкого снимка при съёмке без штатива. Разные производители предусматривают различные виды сигнализации, в некоторых случаях используя звуковую. Также могут мигать светодиоды или значение выдержки, отображаемое на дисплеях.
Приоритет диафрагмы пригоден в наибольшей степени для фотоаппаратов, поскольку регулировка выдержки в кино- и видеокамерах связана с определёнными трудностями. В некоторой степени это устранимо в видеокамерах, основанных на полупроводниковых матрицах, позволяющих регулировать длительность считывания кадра. Однако, уменьшение выдержки при съёмке движущегося изображения ухудшает плавность движения на экране, поэтому нежелательно. При фотосъёмке приоритет диафрагмы используется в случаях, когда наиболее важна глубина резкости, регулируемая диафрагмой, а конкретная величина выдержки может быть любой.

### Программные автоматы
При таком режиме автоматически устанавливаются оба экспозиционных параметра. Технология предусматривает жёсткую или управляемую зависимость между выдержкой и диафрагмой, изменяющимися в соответствии с измеренной экспозицией. С изменением экспозиции пропорции, в которых изменяются оба параметра, определяются программой, которая может задаваться в различных вариантах, подбираемых в зависимости от снимаемого сюжета. Различные программы такого автомата получили название «сюжетных программ».
В киносъёмочной аппаратуре программный автомат не нашёл применения, но в видеокамерах он самостоятельно устанавливает значение диафрагмы и время считывания кадра с матрицы. Особенностью этого режима при видеосъёмке является ограничение максимальной выдержки длительностью телевизионного поля.
В современных цифровых фотоаппаратах и видеокамерах программный автомат входит в стандартный набор режимов и считается наиболее универсальным. Его разновидностью можно считать режим «зелёной зоны», обозначаемый прямоугольником зелёного цвета. В этом режиме кроме выдержки и диафрагмы автоматически выбирается значение светочувствительности и некоторые другие параметры. Основное применение «зелёная зона» находит в любительской фото- и видеосъёмке, поскольку в некоторых ситуациях не обеспечивает достаточного контроля над процессом.
В фотографии программный автомат наиболее предпочтителен в репортажной съёмке, поскольку не отвлекает внимания от других задач. Большинство производителей профессиональной фотоаппаратуры заявляют этот режим основным в сочетании с оценочным измерением экспозиции, позволяющим автоматически учитывать особенности любых сюжетов. В любительской аппаратуре основным считается режим «зелёной зоны».
По советской терминологии различали «однопрограммный» и «многопрограммный» автоматы, управляющие обоими экспозиционными параметрами по разным принципам. В первом случае автоматически устанавливаемые экспопары выдержка-диафрагма неизменны, и возможность выбора например, более короткой выдержки при той же диафрагме, отсутствует. Во втором случае автоматика отрабатывает несколько программ, каждая из которых соответствует конкретному значению определённого параметра, например, выдержки. Одним из самых совершенных многопрограммных автоматов в СССР был фотоаппарат «Сокол-Автомат». Каждой из пяти выдержек затвора соответствовала своя программа, изменявшая диафрагму в соответствии с измеренной яркостью снимаемой сцены. При выходе за пределы доступного диапазона диафрагменных чисел, программа изменяла и выдержку.

### Автомат глубины резкости
Разновидность программного автомата фотоаппарата (англ. A-DEP), подбирающего диафрагму на основе данных нескольких датчиков автофокуса. Впервые реализован в 1992 году в фотоаппарате Canon EOS 5, оснащённым пятью датчиками автофокуса. Датчики измеряют дистанцию в разных местах кадра, а диафрагма подбирается таким образом, чтобы обеспечить глубину резкости, достаточную для резкого отображения всего сюжета. Выдержка автоматически устанавливается на основе экспозамера и полученного значения диафрагмы. Этот режим считается любительским, поскольку во многих ситуациях выбирает полностью закрытую диафрагму и длинную выдержку.

## Экспокоррекция и экспопамять
В отличие от полуавтоматического режима управления экспозицией, в котором поправки вносятся отклонением индикации от «нулевой», в автоматических режимах при съёмке нестандартных сюжетов для корректного экспонирования необходимо наличие функции экспокоррекции или экспопамяти.
Например, при съёмке ярко освещённого лица актёра на фоне тёмной сцены, центровзвешенный замер может давать ошибку на 2—3 ступени. В результате при съёмке в любом из автоматических режимов лицо окажется передержанным. Аналогичная ситуация может сложиться при съёмке с контровым светом и в других подобных случаях. Поэтому большинство камер, оснащённых автоматическим управлением экспозицией, дополнительно снабжаются вводом поправки, называемым экспокоррекцией. Разновидностью экспокоррекции может считаться режим контрового освещения (англ. Backlight), включаемый отдельной кнопкой некоторых видеокамер и фотоаппаратов. В этом режиме, как правило, вводится фиксированная экспокоррекция +1—1,5 ступени, компенсирующая ошибку измерения в определённых ситуациях.
При точечном и центровзвешенном измерении его зона может попадать на участок снимка с нестандартной яркостью, приводя к ошибке. Поэтому большинство камер с экспозиционной автоматикой оснащаются функцией экспопамяти (англ. Automatic Exposure Lock, AE-Lock). Нажатие кнопки, включающей этот режим, останавливает измерение, результаты которого сохраняются в памяти микропроцессора. Таким образом замер может быть произведён по нужному участку изображения, а после включения экспопамяти композиция изменяется согласно замыслу и производится съёмка в автоматическом режиме. Некоторые фотоаппараты оснащаются экспопамятью на несколько замеров, после которых происходит их автоматическое усреднение и съёмка с автоэкспозицией.
При автоматическом управлении экспозицией вспышки в некоторых случаях также необходима экспокоррекция, устанавливаемая отдельно от коррекции экспозиции непрерывного света. Экспопамять фотовспышки (англ. Flash Exposure Lock, FE-Lock, в любительских фотоаппаратах часть режима AE-Lock) реализуется при помощи предварительного импульса, излучаемого вспышкой для измерения экспозиции по системе TTL до подъёма зеркала. При нажатии соответствующей кнопки излучается импульс, в обычной ситуации генерируемый непосредственно перед съёмкой после нажатия на спусковую кнопку. Полученный результат сохраняется в памяти и может быть использован для одного или нескольких снимков.